# Nguyễn Đắc Quỳnh
Nguyễn Đắc Quỳnh (sinh ngày 11 tháng 6 năm 1961) là một chính trị gia người Việt Nam. Ông hiện là Trưởng Đoàn đại biểu Quốc hội tỉnh Sơn La, Ủy viên Ủy ban Về các vấn đề xã hội của Quốc hội, đại biểu Quốc hội Việt Nam khóa 14 nhiệm kì 2016-2021, thuộc đoàn đại biểu Quốc hội tỉnh Sơn La. Ông lần đầu trúng cử đại biểu Quốc hội năm 2016 ở đơn vị bầu cử số 2, tỉnh Sơn La gồm có các huyện: Mường La, Sông Mã, Sốp Cộp và Quỳnh Nhai.

## Xuất thân
Nguyễn Đắc Quỳnh quê quán ở xã Đồng Nguyên, huyện Từ Sơn, tỉnh Bắc Ninh.
Ông hiện cư trú ở Tổ 6, phường Quyết Thắng, thành phố Sơn La, tỉnh Sơn La.

## Giáo dục
- Giáo dục phổ thông: 10/10
- Cử nhân Sư phạm, chuyên ngành Vật lý
- Cử nhân lí luận chính trị

## Sự nghiệp
Ông gia nhập Đảng Cộng sản Việt Nam vào ngày 3/10/1992.
Ông từng là đại biểu hội đồng nhân dân tỉnh Sơn La nhiệm kỳ 2004-2011, 2011-2016.
Khi lần đầu ứng cử đại biểu Quốc hội Việt Nam khóa 14 vào tháng 5 năm 2016 ông đang là Phó Bí thư thường
trực tỉnh ủy Sơn La, Trưởng ban Văn hóa xã hội Hội đồng nhân dân tỉnh Sơn La khóa 13, làm việc ở tỉnh ủy Sơn La, có bằng Cử nhân lí luận chính trị.
Ông đã trúng cử đại biểu Quốc hội năm 2016 ở đơn vị bầu cử số 2, tỉnh Sơn La gồm có các huyện: Mường La, Sông Mã, Sốp Cộp và Quỳnh Nhai, được 171.654 phiếu, đạt tỷ lệ 81,37% số phiếu hợp lệ.
Ông hiện là Phó Bí thư Thường trực Tỉnh ủy, Trưởng Đoàn đại biểu Quốc hội tỉnh Sơn La, Ủy viên Ủy ban Về các vấn đề xã hội của Quốc hội.
Ông đang làm việc ở Tỉnh ủy tỉnh Sơn La.